# Serie B 2002-2003 (hockey su pista)
La Serie B 2002-2003 è stato il torneo di terzo livello del campionato italiano di hockey su pista per la stagione 2002-2003.
Al termine del campionato sono stati promossi in Serie A2 il Pordenone e il Correggio.

## Prima fase

### Girone A

#### Squadre partecipanti
| Club             | Città                      | Impianto                         | Stagione precedente                  |
| ---------------- | -------------------------- | -------------------------------- | ------------------------------------ |
| Amatori Breganze | Breganze (VI)              | PalaFerrarin                     | 3º in Serie B girone A               |
| Amatori Valdagno | Valdagno (VI)              | PalaLido                         | 8º in Serie A2 girone A, retrocesso  |
| Montecchio M.    | Montecchio Maggiore (VI)   | Palasport di Montecchio Maggiore | 4º in Serie B girone A               |
| Montecchio P.    | Montecchio Precalcino (VI) | PalaVaccari                      | 9º in Serie A2 girone A, retrocesso  |
| Pordenone        | Pordenone                  | PalaMarrone                      | 10º in Serie A2 girone A, retrocesso |
| Roller Bassano   | Bassano del Grappa (VI)    | PalaSind                         | Serie C, promosso                    |
| Roller Suzzara   | Suzzara (MN)               | Palaroller                       | 10º in Serie A2 girone B, retrocesso |

#### Classifica finale
|  | Pos. | Squadra          | Pt | G  | V  | N | P | GF | GS | DR  |
|  | ---- | ---------------- | -- | -- | -- | - | - | -- | -- | --- |
|  | 1.   | Pordenone        | 31 | 12 | 10 | 1 | 1 | 92 | 38 | +54 |
|  | 2.   | Amatori Breganze | 25 | 12 | 8  | 1 | 3 | 56 | 39 | +17 |
|  | 3.   | Montecchio P.    | 22 | 12 | 7  | 1 | 4 | 50 | 34 | +16 |
|  | 4.   | Roller Bassano   | 21 | 12 | 6  | 3 | 3 | 57 | 42 | +15 |
|  | 5.   | Montecchio M.    | 8  | 12 | 2  | 2 | 8 | 36 | 78 | -42 |
|  | 6.   | Roller Suzzara   | 7  | 12 | 2  | 1 | 9 | 51 | 83 | -32 |
|  | 7.   | Amatori Valdagno | 6  | 12 | 1  | 3 | 8 | 40 | 68 | -28 |

Legenda:
  Qualificato alle poule promozione.
Note:
Tre punti a vittoria, uno per il pareggio, zero a sconfitta.

### Girone B

#### Squadre partecipanti
| Club                  | Città               | Impianto                       | Stagione precedente                                         |
| --------------------- | ------------------- | ------------------------------ | ----------------------------------------------------------- |
| Agrate Brianza        | Agrate Brianza (MB) | Centro Sportivo Santa Caterina | 2º in Serie B girone A, 4º nella poule promozione           |
| Amatori Reggio Emilia | Reggio nell'Emilia  | PalaBigi                       | 12º in Serie A1, retrocesso                                 |
| Amatori Vercelli      | Vercelli            | PalaPregnolato                 | 1º in Serie A2 girone A, promosso                           |
| Correggio             | Correggio (RE)      | Palasport Dorando Pietri       | 3º in Serie B girone B                                      |
| Pico Mirandola        | Mirandola (MO)      | Palazzetto dello sport         | Serie C, promosso                                           |
| Roller Lodi           | Lodi                | PalaCastellotti                | Serie C, promosso                                           |
| Scandianese           | Scandiano (RE)      | PalaRegnani                    | 1º in Serie B girone B, 1º nella poule promozione, promosso |

#### Classifica finale
|  | Pos. | Squadra               | Pt | G  | V  | N | P  | GF  | GS  | DR  |
|  | ---- | --------------------- | -- | -- | -- | - | -- | --- | --- | --- |
|  | 1.   | Correggio             | 34 | 12 | 11 | 1 | 0  | 83  | 41  | +42 |
|  | 2.   | Amatori Vercelli      | 31 | 12 | 10 | 1 | 1  | 88  | 37  | +51 |
|  | 3.   | Scandianese           | 24 | 12 | 8  | 0 | 4  | 109 | 53  | +56 |
|  | 4.   | Amatori Reggio Emilia | 18 | 12 | 6  | 0 | 6  | 72  | 57  | +15 |
|  | 5.   | Roller Lodi           | 9  | 12 | 3  | 0 | 9  | 47  | 81  | -34 |
|  | 6.   | Agrate Brianza        | 6  | 12 | 2  | 0 | 10 | 47  | 117 | -70 |
|  | 7.   | Pico Mirandola        | 3  | 12 | 1  | 0 | 11 | 37  | 97  | -60 |

Legenda:
  Qualificato alle poule promozione.
Note:
Tre punti a vittoria, uno per il pareggio, zero a sconfitta.

### Girone C

#### Squadre partecipanti
| Club                    | Città                | Impianto     | Stagione precedente     |
| ----------------------- | -------------------- | ------------ | ----------------------- |
| AFP Giovinazzo Pol.     | Giovinazzo (BA)      | PalaPansini  | 4º in Serie A2 girone B |
| Mens Sana Siena         | Siena                |              | 5º in Serie B girone C  |
| Primavera Prato (B)     | Prato                | PalaRogai    | 3º in Serie B girone C  |
| Rotellistica Ceparanese | Ceparana-Bolano (SP) |              | 5º in Serie B girone B  |
| SCS 84 Follonica        | Follonica (GR)       | Pista Armeni | 4º in Serie B girone C  |
| Villa d'Oro Modena      | Modena               | PalaMolza    |                         |

#### Classifica finale
|  | Pos. | Squadra                 | Pt | G  | V | N | P  | GF | GS | DR  |
|  | ---- | ----------------------- | -- | -- | - | - | -- | -- | -- | --- |
|  | 1.   | AFP Giovinazzo Pol.     | 27 | 10 | 9 | 0 | 1  | 65 | 29 | +36 |
|  | 2.   | Villa d'Oro Modena      | 22 | 10 | 7 | 1 | 2  | 60 | 32 | +28 |
|  | 3.   | SCS 84 Follonica        | 15 | 10 | 4 | 3 | 3  | 75 | 51 | +24 |
|  | 4.   | Mens Sana Siena         | 13 | 10 | 4 | 1 | 5  | 47 | 57 | -10 |
|  | 5.   | Primavera Prato (B)     | 10 | 10 | 3 | 1 | 6  | 43 | 64 | -21 |
|  | 6.   | Rotellistica Ceparanese | 0  | 10 | 0 | 0 | 10 | 34 | 91 | -57 |

Legenda:
  Qualificato alle poule promozione.
Note:
Tre punti a vittoria, uno per il pareggio, zero a sconfitta.

## Poule promozione
La poule promozione della serie B 2002-2003 si è disputata presso il PalaPregnolato a Vercelli dal 25 al 26 aprile 2003.

### Risultati
| Vercelli 25 aprile 2003 1ª giornata | Amatori Vercelli | 1 – 2 | Pordenone | PalaPregnolato |

| Vercelli 25 aprile 2003 1ª giornata | Correggio | 5 – 2 | AFP Giovinazzo Pol. | PalaPregnolato |

| Vercelli 26 aprile 2003 2ª giornata | Amatori Vercelli | 1 – 1 | AFP Giovinazzo Pol. | PalaPregnolato |

| Vercelli 26 aprile 2003 2ª giornata | Correggio | 1 – 3 | Pordenone | PalaPregnolato |

| Vercelli 26 aprile 2003 3ª giornata | Amatori Vercelli | 2 – 2 | Correggio | PalaPregnolato |

| Vercelli 26 aprile 2003 3ª giornata | AFP Giovinazzo Pol. | 2 – 5 | Pordenone | PalaPregnolato |

### Classifica finale
|  | Pos. | Squadra             | Pt | G | V | N | P | GF | GS | DR |
|  | ---- | ------------------- | -- | - | - | - | - | -- | -- | -- |
|  | 1.   | Pordenone           | 9  | 3 | 3 | 0 | 0 | 10 | 4  | +6 |
|  | 2.   | Correggio           | 4  | 3 | 1 | 1 | 1 | 8  | 7  | +1 |
|  | 3.   | Amatori Vercelli    | 2  | 3 | 0 | 2 | 1 | 4  | 5  | -1 |
|  | 4.   | AFP Giovinazzo Pol. | 1  | 3 | 0 | 1 | 2 | 5  | 11 | -6 |

Legenda:
      Promosso in Serie A2 2002-2003.
  Partecipa ai play-out A2/B.
Note:
Tre punti a vittoria, uno per il pareggio, zero a sconfitta.

## Verdetti
| Verdetto             | Club                |
| -------------------- | ------------------- |
| Promosse in Serie A2 | Pordenone Correggio |

## Coppa di Lega di serie B
Le final eight della Coppa di Lega di serie B si sono disputate a Correggio dal 7 all'8 dicembre 2002.
|  | Quarti di finale    | Quarti di finale    | Quarti di finale   |                    |                    | Semifinali         | Semifinali | Semifinali |  |  | Finale | Finale | Finale |  |
|  |                     |                     |                    |                    |                    |                    |            |            |  |  |        |        |        |  |
|  | Correggio           | Correggio           | 6                  |                    |                    |                    |            |            |  |  |        |        |        |  |
|  | Correggio           | Correggio           | 6                  |                    |                    |                    |            |            |  |  |        |        |        |  |
|  | AFP Giovinazzo Pol. | AFP Giovinazzo Pol. | 2                  |                    |                    |                    |            |            |  |  |        |        |        |  |
|  | AFP Giovinazzo Pol. | AFP Giovinazzo Pol. | 2                  |                    | Correggio          | Correggio          | 3          |            |  |  |        |        |        |  |
|  |                     |                     |                    |                    | Correggio          | Correggio          | 3          |            |  |  |        |        |        |  |
|  |                     |                     | Amatori Vercelli   | Amatori Vercelli   | 2                  |                    |            |            |  |  |        |        |        |  |
|  | Amatori Vercelli    | Amatori Vercelli    | Amatori Vercelli   | Amatori Vercelli   | 2                  | 2                  |            |            |  |  |        |        |        |  |
|  | Amatori Vercelli    | Amatori Vercelli    |                    |                    |                    |                    |            |            |  |  |        |        |        |  |
|  | Mens Sana Siena     | Mens Sana Siena     | 0                  |                    |                    |                    |            |            |  |  |        |        |        |  |
|  | Mens Sana Siena     | Mens Sana Siena     | 0                  |                    | Correggio          | Correggio          | 3          |            |  |  |        |        |        |  |
|  |                     |                     |                    |                    |                    |                    |            |            |  |  |        |        |        |  |
|  |                     |                     | Villa d'Oro Modena | Villa d'Oro Modena | 0                  |                    |            |            |  |  |        |        |        |  |
|  | Montecchio P.       | Montecchio P.       | Villa d'Oro Modena | Villa d'Oro Modena | 0                  | 2                  |            |            |  |  |        |        |        |  |
|  | Montecchio P.       | Montecchio P.       |                    |                    |                    |                    |            |            |  |  |        |        |        |  |
|  | Villa d'Oro Modena  | Villa d'Oro Modena  | 3                  |                    |                    |                    |            |            |  |  |        |        |        |  |
|  | Villa d'Oro Modena  | Villa d'Oro Modena  | 3                  |                    | Villa d'Oro Modena | Villa d'Oro Modena | 5          |            |  |  |        |        |        |  |
|  |                     |                     |                    |                    | Villa d'Oro Modena | Villa d'Oro Modena | 5          |            |  |  |        |        |        |  |
|  |                     |                     | Scandianese        | Scandianese        | 4                  |                    |            |            |  |  |        |        |        |  |
|  | Pordenone           | Pordenone           | Scandianese        | Scandianese        | 4                  | 2                  |            |            |  |  |        |        |        |  |
|  | Pordenone           | Pordenone           |                    |                    |                    |                    |            |            |  |  |        |        |        |  |
|  | Scandianese         | Scandianese         | 3                  |                    |                    |                    |            |            |  |  |        |        |        |  |